# حميرا (نبات)
حميرا أو بخشة الملك واسمه العلمي (Fumaria parviflora) هو نبات حولي له خصائص طبية و أزهاره ثنائية الجنس، ثماره تحوي جوزة بداخلها بذرة واحدة. ينتشر في آسيا وأفريقيا وأوروبا.